# Seyfried von Promnitz (Drehna)
Seyfried von Promnitz (* 22. Mai 1734; † 27. Februar 1760) war Inhaber der Herrschaften Klitschdorf in der Oberlausitz und Drehna in der Niederlausitz sowie von Vetschau.

## Leben
Er war ein Sohn von Graf Erdmann II. von Promnitz auf Sorau und Triebel aus dessen zweiter Ehe mit Henriette Eleonore, der Tochter von Heinrich XV. Reuß zu Lobenstein.
Nach dem Tod des Vaters 1745 übernahm zunächst die Mutter die Verwaltung der ererbten Gebiete. Seyfried ließ die Brauerei in Drehna vergrößern und an die heutige Stelle nahe dem Schloss verlegen.
Seyfried heiratete 1754 Wilhelmine Louise Constantia (* 15. Juli 1733; † 18. Februar 1766), Tochter des Grafen Friedrich Karl August zu Lippe-Biesterfeld, die ihm am 10. Dezember 1756 einen Sohn Seyfried Erdmann gebar, der jedoch bereits am 24. Juli 1757 starb.
Nach dem frühen Tod von Seyfried von Promnitz heiratete die Witwe Johann Christian II. von Solms-Baruth und behielt die Herrschaft Klitschdorf mit Wehrau. Die Herrschaft Drehna und Vetschau gingen an den Bruder Johann Erdmann von Promnitz auf Sorau und Triebel.